# Kai Bischof

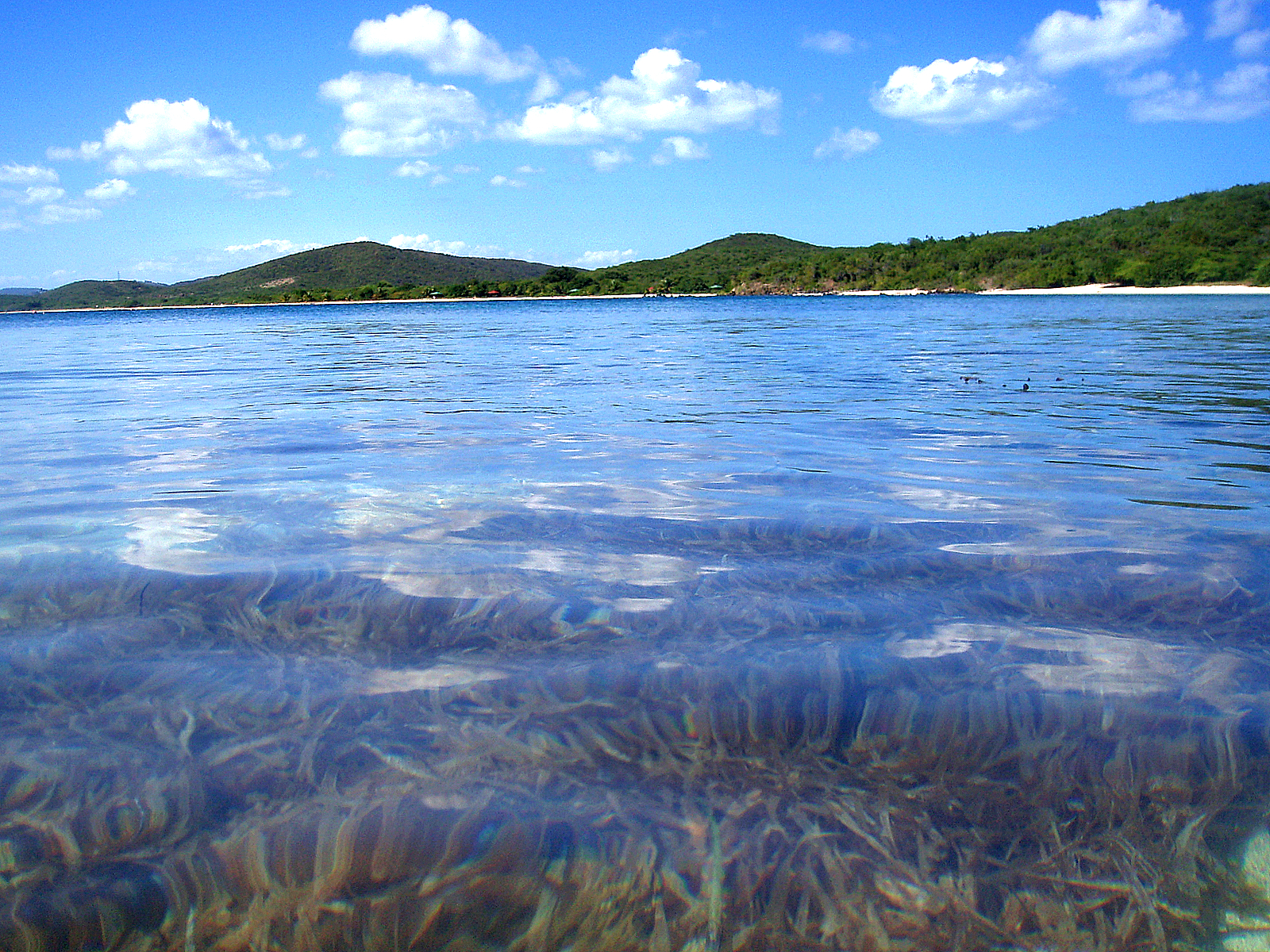
Seegraswiese an der „Blue Beach“ vor Kuba. Bischofs Arbeitsgruppe untersucht u. a. de Ökophysiologie dieser Pflanzen und die Ökologie dieser Lebensräume.

Kai Bischof (* 5. Februar 1970 in Münster) ist ein deutscher Biologe und Professor für Marine-Botanik an der Universität Bremen und am Leibniz-Zentrum für Marine Tropenökologie, Bremen.

## Biografie

### Ausbildung
Bischof studierte von 1991 bis 1996 an der Ruhr-Universität Bochum und Osnabrück Biologie mit den Schwerpunkten Botanik, Ökologie und Biophysik. Ab 1997 promovierte er am Alfred-Wegener-Institut in Bremerhaven und erhielt anschließend dort eine Postdoc-Stelle. 2001 wechselte er zu einer PostDoc-Stelle nach Groningen. 2003 wurde er Assistenzprofessor für Biologische Ozeanographie an der Christian-Albrechts-Universität zu Kiel und war dort Chef der Junior Research Group „Polar Algae“. Seit 2006 ist er Professor für Marine-Botanik an der Universität Bremen.

### Arbeit
Seine Forschungsfelder sind:
- marine Botanik
- Ökophysiologie von Marinen Algen
- Akklimations-Strategien von Marinen Pflanzen
- Photosynthese in marinen Algen und Seegräsern
- Stressphysiologie in Zooxanthellen (relevant für Korallen-Systeme)
- physiologische Schutzmechanismen gegen Licht-Stress
- reaktive Sauerstoffspezies
- vergleichende Untersuchungen an verwandten Algen aus verschiedenen Klimazonen

Er lehrt Aquatische Flora, Konzepte mariner Ökophysiologie, Ökophysiologie Mariner Algen und Pflanzenphysiologie.

## Schriften
- Mit D. Hanelt und C. Wiencke: Effects of UV-radiation on seaweeds. In: J. B. Ørbæk u. a. (Hrsg.): Environmental Challenges in Artic-Alpine Regions. Springer, New York / Heidelberg 2007, S. 251–278
- Mit M. Molis: Wälder unter Wasser – Großalgengemeinschaften. In: G. Hempel, I. Hempel, S. Schiel (Hrsg.): Faszination Meeresforschung – Ein ökologisches Lesebuch. Hauschild Verlag, Bremen 2006, S. 222–228
  - Neuauflage 2017 mit Gotthilf Hempel, Wilhelm Hagen (Hrsg.): Faszination Meeresforschung. Ein ökologisches Lesebuch. Springer Verlag Berlin, ISBN 978-3-662-49714-2
- Mit C. Wiencke: Auswirkung der Zunahme der UV-Strahlung. In: J. Lozan u. a. (Hrsg.): Warnsignale aus den Polargebieten. 2006, 259–263